# 24 uur van Le Mans 1926

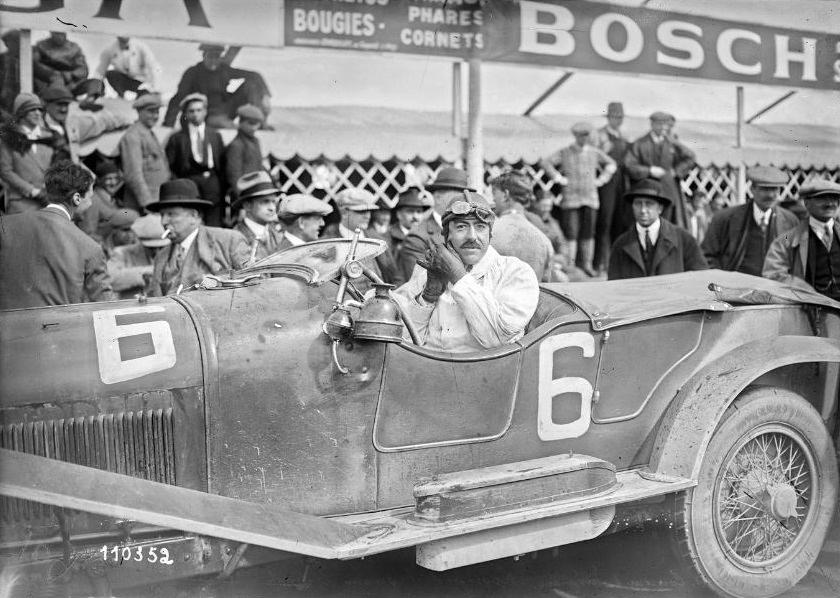
De winnende auto: de Lorraine-Dietrich B3-6 Le Mans #6.

De 24 uur van Le Mans 1926 was de 4e editie van deze endurancerace. De race werd verreden op 12 en 13 juni 1926 op het Circuit de la Sarthe nabij Le Mans, Frankrijk.
De race werd gewonnen door de Société Lorraine De Dietrich et Cie #6 van André Rossignol en Robert Bloch. Rossignol behaalde zijn tweede Le Mans-overwinning en werd hiermee de eerste coureur die de race meer dan een keer won, terwijl Bloch zijn enige zege behaalde. De 2.0-klasse werd gewonnen door de Officine Meccaniche #3 van Ferdinando Minoia en Giulio Foresti. De 1.5-klasse werd gewonnen door de Établissements Henri Précloux #37 van Henri de Costier en Pierre Bussienne. De 1.1-klasse werd gewonnen door de Société des Moteurs Salmson #46 van Georges Casse en André Rousseau.

## Race
Winnaars in hun klasse zijn vetgedrukt. Er waren dit jaar echter geen officiële onderscheidingen in klassen; deze werden later met terugwerkende kracht ingevoerd. De #15 Henri Falconnet Paris, de #20 Établissements Automobiles Rolland et Pilain SA, de #35 Automobiles Louis Ravel SA en de #30 Automobiles Jousset SA werden niet geklasseerd omdat deze de door hen vooraf doorgegeven doelafstand niet hadden volbracht. De #19 Officine Meccaniche werd gediskwalificeerd omdat deze hulp van buitenaf had gekregen. De #2 Société des Automobiles Peugeot werd gediskwalificeerd vanwege een kapotte voorruit. De #3 Société des Automobiles Peugeot werd gediskwalificeerd omdat deze geduwd werd bij de start. De #36 Automobiles Louis Ravel SA en de #34 Automobiles Louis Ravel SA werden gediskwalificeerd omdat deze te veel achterstand hadden opgelopen.
| Pos. | Klasse | No. | Team                                                | Coureurs                             | Chassis                         | Motor                     | Banden | Ronden |
| ---- | ------ | --- | --------------------------------------------------- | ------------------------------------ | ------------------------------- | ------------------------- | ------ | ------ |
| 1    | 5.0    | 6   | Société Lorraine De Dietrich et Cie                 | André Rossignol Robert Bloch         | Lorraine-Dietrich B3-6 Le Mans  | Lorraine-Dietrich 3.4L S6 | D      | 148    |
| 2    | 5.0    | 5   | Société Lorraine De Dietrich et Cie                 | Gérard de Courcelles Marcel Mongin   | Lorraine-Dietrich B3-6 Le Mans  | Lorraine-Dietrich 3.4L S6 | D      | 147    |
| 3    | 5.0    | 4   | Société Lorraine De Dietrich et Cie                 | Édouard Brisson Stalter              | Lorraine-Dietrich B3-6 Le Mans  | Lorraine-Dietrich 3.4L S6 | D      | 139    |
| 4    | 2.0    | 17  | Officine Meccaniche                                 | Ferdinando Minoia Giulio Foresti     | O.M. Tipo 665S Superba          | O.M. 1998cc S6            | P      | 135    |
| 5    | 2.0    | 18  | Officine Meccaniche                                 | Mario Danieli Tino Danieli           | O.M. Tipo 665S Superba          | O.M. 1998cc S6            | P      | 131    |
| 6    | 2.0    | 27  | Automobiles Th.Schneider SA                         | Pierre Tabourin Auguste Lefranc      | Th. Schneider 25 SP             | Th. Schneider 1954cc S4   | M      | 118    |
| 7    | 2.0    | 21  | Établissements Automobiles Rolland et Pilain SA     | Aimé Nezeloff Jean Lassalle          | Rolland-Pilain C23 Super Sport  | Rolland-Pilain 1997cc S4  | M      | 118    |
| NC   | 3.0    | 15  | Henri Falconnet Paris                               | Maurice Dumont Deprez                | Overland Six 93                 | Overland 2.8L S6          | E      | 117    |
| 8    | 1.5    | 37  | Établissements Henri Précloux                       | Henri de Costier Pierre Bussienne    | EHP Type DS                     | CIME 1204cc S4            | D      | 111    |
| 9    | 1.1    | 46  | Société des Moteurs Salmson                         | Georges Casse André Rousseau         | Salmson Grand Sport             | Salmson 1094cc S4         | E      | 111    |
| 10   | 1.5    | 33  | Société Française des Automobiles Corre             | Jean Errecaldé André Galoisy         | Corre-La Licorne V16 10CV Sport | SCAP 1425cc S4            | D      | 109    |
| NC   | 2.0    | 20  | Établissements Automobiles Rolland et Pilain SA     | Gaston Delalande Louis Sire          | Rolland-Pilain C23 Super Sport  | Rolland-Pilain 1997cc S4  | M      | 109    |
| 11   | 1.1    | 42  | Société des Applications à Refroidissements par Air | André Marandet Gonzaque Lécureul     | SARA BDE                        | SARA 1099cc S4            | E      | 109    |
| 12   | 1.1    | 43  | Société des Applications à Refroidissements par Air | Gaston Duval Henri Armand            | SARA BDE                        | SARA 1099cc S4            | E      | 104    |
| NC   | 1.5    | 35  | Automobiles Louis Ravel SA                          | van Cuyck Roger Camuzet              | Ravel Type C                    | Ravel 1.5L I4             | D      | 102    |
| 13   | 1.1    | 49  | Société des Automobile Ariès                        | Fernand Gabriel Louis Paris          | Ariès CC2 Super                 | Ariès 1045cc S4           | D      | 102    |
| NC   | 1.5    | 30  | Automobiles Jousset SA                              | Léon Molon Lucien Molon              | Jousset M1 Berline              | CIME 1496cc S4            | E      | 101    |
| DNF  | 3.0    | 7   | Bentley Motors Limited                              | Sammy Davis Dudley Benjafield        | Bentley 3 Litre Speed           | Bentley 3.0L S4           | D      | 137    |
| DNF  | 2.0    | 25  | Établissements Industriels Jacques Bignan           | Pierre Clause Georges Gautier        | Bignan 2 Litre Sport            | Bignan 1984cc S4          | E      | 112    |
| DNF  | 3.0    | 9   | Bentley Motors Limited Tommy Thistlethwayte         | Tommy Thistlethwayte Clive Gallop    | Bentley 3 Litre Super Sport     | Bentley 3.0L S4           | D      | 105    |
| DSQ  | 2.0    | 19  | Officine Meccaniche                                 | Renato Balestrero Frédéric Thelusson | O.M. Tipo 665S Superba          | O.M. 1998cc S6            | P      | 94     |
| DSQ  | 5.0    | 2   | Société des Automobiles Peugeot                     | André Boillot Louis Rigal            | Peugeot Type 174 Sport          | Peugeot 3.8L S4           | D      | 82     |
| DSQ  | 5.0    | 3   | Société des Automobiles Peugeot                     | Louis Wagner Christian Dauvergne     | Peugeot Type 174 Sport          | Peugeot 3.8L S4           | D      | 76     |
| DNF  | 3.0    | 8   | Bentley Motors Limited                              | George Duller Frank Clement          | Bentley 3 Litre Speed           | Bentley 3.0L S4           | D      | 72     |
| DNF  | 3.0    | 10  | Société des Automobile Ariès                        | Jean Chassagne Robert Laly           | Ariès Type S GP2 Surbaissée     | Ariès 3.0L S4             | D      | 65     |
| DNF  | 1.5    | 29  | Automobiles Jousset SA                              | René Bonneau Raymond Saladin         | Jousset M1 Tourisme             | CIME 1496cc S4            | E      | 64     |
| DNF  | 1.5    | 38  | Établissements Henri Précloux                       | Marcel Ballot Morac                  | EHP Type DS                     | CIME 1204cc S4            | D      | 62     |
| DNF  | 2.0    | 26  | Automobiles Th.Schneider SA                         | Robert Poirier Antonin Fontaine      | Th. Schneider 25 SP             | Th. Schneider 1954cc S4   | M      | 61     |
| DNF  | 1.5    | 39  | Société des Moteurs Salmson                         | Lionel de Marmier Jean Sachot        | Salmson Type D2                 | Salmson 1193cc S4         | E      | 54     |
| DNF  | 2.0    | 22  | Établissements Automobiles Rolland et Pilain SA     | Paul Chalamel Stremler               | Rolland-Pilain C23 Super Sport  | Rolland-Pilain 1997cc S4  | M      | 53     |
| DSQ  | 1.5    | 36  | Automobiles Louis Ravel SA                          | Georges Kling Pierre Rey             | Ravel Type C                    | Ravel 1465cc S4           | D      | 46     |
| DSQ  | 1.5    | 34  | Automobiles Louis Ravel SA                          | Louis Abit Charles Duverger          | Ravel Type C                    | Ravel 1465cc S4           | D      | 45     |
| DNF  | 1.1    | 47  | Société des Moteurs Salmson                         | Jean Hasley André de Victor          | Salmson Grand Sport             | Salmson 1094cc S4         | E      | 35     |
| DNF  | 1.5    | 28  | Établissements Henri Précloux                       | Guy Bouriat Guy Dollfuss             | EHP Type DT Spéciale 'Tank'     | CIME 1496cc S4            | D      | 34     |
| DNF  | 1.1    | 48  | Société des Automobile Ariès                        | Roger Delano Edmond Closset          | Ariès CC2 Super                 | Ariès 1045cc S4           | D      | 31     |
| DNF  | 1.5    | 31  | Société Française des Automobiles Corre             | Waldemar Lestienne Louis Balart      | Corre-La Licorne G6 Sport       | Corre 1496cc S6           | D      | 31     |
| DNF  | 3.0    | 11  | Société des Automobile Ariès                        | Arthur Duray Charles Flohot          | Ariès Type S GP3                | Ariès 3.0L S4             | D      | 31     |
| DNF  | 1.5    | 32  | Société Française des Automobiles Corre             | Fernand Vallon Albert Colomb         | Corre-La Licorne V16/G6         | Corre 1496cc S6           | D      | 11     |
| DNF  | 5.0    | 1   | Henri Falconnet Paris                               | Paul Gros Paul Leduc                 | Willys-Knight 66 Great Six      | Knight 3.9L S6            | E      | 8      |
| DNF  | 2.0    | 24  | Automobiles Georges Irat                            | Léon Derny Amedée Rossi              | Georges-Irat Type 4A Sport      | Georges Irat 1993cc S4    | D      | 7      |
| DNF  | 2.0    | 23  | Automobiles Georges Irat                            | Maurice Rost Edmond Burie            | Georges-Irat Type 4A Sport      | Georges Irat 1993cc S4    | D      | 6      |
| DNS  | 3.0    | 16  | Henri Falconnet Paris                               | Henneguet Aladame                    | Overland Six 93                 | Overland 2.8L S6          | ?      | 0      |
| DNS  | 1.5    | 40  | Automobiles Gendron & Cie                           | Marcel Michelot Lucien Bossoutrot    | GM GC3 Sport                    | CIME 1099cc S4            | ?      | 0      |
| DNS  | 1.5    | 41  | Automobiles Gendron & Cie                           | Marcel Gendron Adrien Drancé         | GM GC3 Sport                    | CIME 1099cc S4            | ?      | 0      |
| DNA  | 3.0    | 12  | Sunbeam Motor Co                                    |                                      | Sunbeam 3 Litre Super Sports    | Sunbeam 2.9L S6           | ?      | 0      |
| DNA  | 3.0    | 14  | Sunbeam Motor Co                                    |                                      | Sunbeam 3 Litre Super Sports    | Sunbeam 2.9L S6           | ?      | 0      |
| DNA  | 1.1    | 44  | Chenard-Walcker SA                                  | André Lagache René Léonard           | Chenard-Walcker Z1 Spéciale     | Chenard-Walcker 1095cc S4 | ?      | 0      |
| DNA  | 1.1    | 45  | Chenard-Walcker SA                                  | André Pisart Manso de Zúñiga         | Chenard-Walcker Z1 Spéciale     | Chenard-Walcker 1095cc S4 | ?      | 0      |

1923 · 1924 · 1925 · 1926 · 1927 · 1928 · 1929 · 1930 · 1931 · 1932 · 1933 · 1934 · 1935 · 1936 · 1937 · 1938 · 1939 · 1940 - 1948 · 1949 · 1950 · 1951 · 1952 · 1953 · 1954 · 1955 (Ramp) · 1956 · 1957 · 1958 · 1959 · 1960 · 1961 · 1962 · 1963 · 1964 · 1965 · 1966 · 1967 · 1968 · 1969 · 1970 · 1971 · 1972 · 1973 · 1974 · 1975 · 1976 · 1977 · 1978 · 1979 · 1980 · 1981 · 1982 · 1983 · 1984 · 1985 · 1986 · 1987 · 1988 · 1989 · 1990 · 1991 · 1992 · 1993 · 1994 · 1995 · 1996 · 1997 · 1998 · 1999 · 2000 · 2001 · 2002 · 2003 · 2004 · 2005 · 2006 · 2007 · 2008 · 2009 · 2010 · 2011 · 2012 · 2013 · 2014 · 2015 · 2016 · 2017 · 2018 · 2019 · 2020 · 2021 · 2022 · 2023 · 2024